# Port lotniczy Nachiczewan
Port lotniczy Nachiczewan (IATA: NAJ, ICAO: UBBN) – port lotniczy położony w Nachiczewanie, w pobliżu miasta Nachiczewan, w Azerbejdżanie.

## Linie lotnicze i połączenia
| Linia lotnicza      | Kierunek          |
| ------------------- | ----------------- |
| Azerbaijan Airlines | 1. Baku 2. Gandża |
| Turkish Airlines    | 1. Stambuł        |
| Utair               | 1. Moskwa-Wnukowo |